# 布莱基 (肯塔基州)
布莱基（英語：Blackey），是美国肯塔基州的一座城市。建立于1908年，面积约为1.3平方公里（0.5平方英里）。根据2010年美国人口普查，该市的人口为120人。